# 広島菜
広島菜（ひろしまな）とは、広島県で生産されるアブラナ科に属する野菜で白菜の一種。広島菜漬として漬物としての漬け菜としてほぼ使用され、高菜、野沢菜とともに日本三大漬菜に数えられる。
"広島菜"という名称は、1933年（昭和8年）に広島市猿楽町（現在の同市中区大手町）の広島県産業奨励館（後の原爆ドーム）で展示された際、広島県によって命名されたといわれているが、大正4年（1915年）の読売新聞の記事に「廣島菜」の記載がある（後述）。

## 特徴
ほぼ広島県の広島市、それも北部でのみ栽培されることから、生産量が少なく、全国的な知名度はまだ低いが、広島菜漬けは、海のカキと共に広島を代表する特産物として広島県の地域ブランドの一つに指定されている。緑鮮やかな色合いと繊維が少なく、シャキシャキとした食感と、ピリッと特有の辛みが特徴。
ご飯との相性もよい。
通常1株が1.5〜3kgと重量があり、葉は大きく、幅も広い。9月に種を蒔くと12月には十分生育し、霜により身が締まり、ピリッとした風味が増す。耐暑性が劣り、低温感応性が敏感であるため、栽培の大部分は秋まき年末どりの露地栽培である。大別して立型と開張型があり、さらにこれらの中で種類がたくさんあり、栽培されている品種・系統は多い。
広島菜は内婚弱性が強く、純化が進み過ぎると採種量が激減するため、採種の際にはある程度の種内変異を持たせながらの系統維持を心がけなければならない。

## 栽培
主産地は中国山地から瀬戸内海に流れる太田川流域（現在の広島市安佐北区・安佐南区）の旧佐東町・旧高陽町・旧安古市や広島市北部などで、品種・系統及び栽培の改良を重ねながら栽培されている。
中でも太田川の中州にある安佐南区の川内・中筋地区（アストラムラインの中筋駅が近い）は、肥沃で水はけもよいことから、古くから広島菜が栽培されてきた。同地区では、戦争で男手を失った女性たちが地域を盛り上げようと生産に力を入れ、一大産地となったといわれる。
近年では栽培も広島市以外にも広がっているとされる。
育て方は、直まきして間引きしながら育てていく。広島菜は春まきと秋まきが可能で、水はけのよい畑に筋まきする。生長に合わせ、葉が重ならないように間引きを行い、生長が悪いときは草丈10センチメートルくらいの小さなうちに、追肥を行う。草丈が25 - 30センチメートルになったころが収穫時期で、株元を切って収穫する。

## 歴史
起源については諸説あり、コトバンクや広島県のホームページなどでは、慶長年間に広島藩主が参勤交代の時、同行した観音村（現広島市西区観音町）住人が、江戸から帰る途中に京都西本願寺へ参詣し、観音寺白菜を持ち帰って栽培したのが最初で、明治に入り川内村（現広島市安佐南区川内）の木原才次が従来の京菜との交配で改良を重ね、現在の広島菜の原型を川内村でつくりあげたとされている。その後、大阪で営業していた広島牡蠣船で供されたことから有名になったといわれる。戦後に竹原市出身の池田勇人がふるさとの土産ものを推奨し、広島菜漬を気に入って、全国に名を広めたという説もある。1960年代の高度経済成長期に農協が川内産広島菜の漬物を贈答品として売り出し、百貨店が歳暮用に買い上げ、カキとともに広島の冬の代名詞とも言われるほどのブランドに発展した。川内は県内有数の豊かな農村になったと言われる。
日本図書センター発行の『全国名産大事典』には、「明治の初年に安佐郡川内村の木原佐市が京都に上がったとき、寺院の菜園から京菜の種子をひそかに入手して持ち帰ったことにはじまる」と書かれている。こちらの説も広く流布している。『全国名産大事典』には、さらに「京菜は立ち茎で背が高いため、漬物としては全体が漬からないという欠点があることから、木原が改良を重ねて、平茎という茎が幅広く偏平な品種を作り出した。"広島菜"という名称は、1933年に広島県が付けたものである。この地方は太田川の運んできた腐蝕土を含んだ土壌と瀬戸内の温暖な気候、さらには程度の寒気などに恵まれた土地であるため、京菜を凌ぐほどの品質のものができた」と書かれている。
広島銀行が会員向けに「カレントひろしま」という月刊の地域経済誌を無料で配布しているが、その1990年4月第48号で「ひろしまの食文化No.7 広島菜（下）」というタイトルで広島菜の特集が組まれており、山陽女子短期大学講師・神田三亀男は「明治初期に川内村の青年・木原佐市が京都本願寺詣りのさい母本を入手して帰郷し、10数年間にわたって、品質改良に努め、今日の広島菜をつくり出した」と書き、1968年に木原佐市の事跡調査を行い、木原の生い立ちも詳しく記述している。木原は慶応2年（1866年）生まれ、大正3年（1914年10月21日没。地元では評判の篤農家で、家のまわりの畑地に広島菜をいっぱい造り、栽培と改良に苦心し、あれこれ研究していたという。また商才にも長け、明治35年（1902年）から明治40年（1907年）頃に土地の名をとって「川内菜」と名付け、採種栽培、漬物生産と手広く仕事をしていたという。「広島菜」という名称以前に「川内菜」という名称があったものと見られる。ところが「川内菜」という名称はあまり広がらず、昭和8年に、広島県によって命名される前は、「広島の菜っ葉漬け」「広島の漬物」「京菜漬け」などと呼ばれていたという。佐市の墓は木原家の庭先にひっそりと建ち、若き日の写真が佐東町農協加工センターの事務所に掲げられているという。
このように京都のお寺から伝えられたいう説が有力である。他に平安時代に平清盛が安芸守に赴任した際に厳島で賞味したという伝説もある。「京菜（きょうな）」は、その形状から「平茎（ひらぐき）」とも呼ばれていた。広島の年配者の中には「京菜」と呼んでいる人も多いことから、ルーツは京都の「壬生菜」ではないかという説もある。明治初期に瀬戸内海を経て海路にて京阪地方へ出荷されるようになり関西でも知られるようになっていった。
「農事調査第四報（広島県農会・明治38年）」によると、1899年（明治32年）にはすでに広島菜の主産地として、安佐郡川内・三川・緑井村（現広島市安佐南区川内・安古市・緑井）、及び御調郡向島西村（後の尾道市向島町）などを挙げている。現在と異なるのは、尾道の向島でかなりの広島菜を生産していたことで、当時は瀬戸内海を航行する船舶の需要、及び京阪地方への船便出荷が盛んであったと推察される。その頃の広島菜漬の生産は栽培農家の漬け込みによって行われ、自ら市場へ出荷販売するか、仲買人を経て販売されていた。
専門の漬物製造業者による本格的な広島菜漬の製造販売は大正時代に入ってからで、上田兼一等によって始められたようである。県内業者が全国向けの特産品として名称を統一したのは昭和初期のことであり、名称が一般化したのは、1933年（昭和8年）に広島県産業奨励館（後の原爆ドーム）で命名展示されてからといわれる。
読売新聞夕刊都民版1961年3月6日付には「高菜の変種で1メートル近くになる。広島県安佐郡下が主産地だが、東京で広島菜と称するこの菜っぱは、地元ではキョウナといわれ、東京でいうキョウナはミズナというのだからややこしい」と書かれている。
同じ読売新聞夕刊都民版1962年8月10日付の「駅弁日本一周」というコラムでは、広島駅で売られる特産のカキと広島菜が入った駅弁が紹介されており、当時は広島名産としてカキと並び称されていたものと見られる。

### 読売新聞1915年10月4日の記事
『読売新聞』1915年10月4日付4面に以下の記事が載る。〈よみうり婦人附録〉という記事名で、子供の爪の切りかたや女中、書生、事務員の募集、産婆試験の情報など、婦人の生活に関わる情報が一面まるまる載っており、この中で「菜と牛蒡 十二指腸病に特効ありし話」というコラムで「野菜類を多く食べますと、胃腸の蠕動機能を促す効があります。菜は、軟らかさうですが、なかなか不消化繊維に富んだもので牛蒡以上に効果のあるものです.....菜のうちでも、最もよいのは廣島菜（タカナ又はミズナともいふ）で味もなかなかよろしい.....」などと書かれている。

## 利用

### 広島菜漬として
広島菜漬は、8月播き11月収穫の作型の広島菜を、二つ割りにして塩漬けにしたものを使うことが多く、これを2度漬けして塩度2～4%程度に漬け上げたものである。塩辛く漬ければ夏まで食べられる。
市販品は漬け上がったものに調味液を加えて密封したもので、緑色を保つために冷凍で保存し、出荷の移送中に解凍状態になり店頭に並ぶ。冷凍漬菜にして緑色を保つ方法は食物繊維の多い野菜に限られるため、広島菜漬、新高菜漬、菜の花漬、茄子しば漬など限られた種類の漬物でしか実用化されていない。
漬け菜として広島では古くから親しまれていたが、今日のように浅漬けで食べ始めたのは戦後である。戦前まではべっ甲色になるまで長く漬けたものを食べていた。このべっ甲色の乳酸発酵させた物は「古漬（本漬）」といい、今日も生産している。また主産地である安佐南区では「餅菜」といい、今日でも雑煮の具に使われる。広島菜漬けが世間に知られるようになったのはカキ船の力が大きいといわれる。その理由はかきめしによく調和するからである。戦後は贈答品として珍重され、栽培も広島市以外にも広がり、ふるさとの特産品として重要な位置を占めている。菜巻きむすび、古漬けのお茶漬けなど、古くからの郷土食として親しまれている。
広島県民なじみの、身近な食べものとして食されており、お弁当などにも入れる。安佐南区内の小中学校では校外学習の一環として広島菜の栽培から収穫およびその後の漬ける作業を実施し、給食の一部として提供する学校もある。

### 加工品として
本場川内村では明治の終わり頃からおにぎりを海苔で巻かず、広島菜で包む食べ方があったといい、これを「広島菜のほほかむり」と呼んでいたという。ただ一般的には長く広島菜漬としてそのまま食べるだけの利用に留まっていた。
1981年にはふりかけで有名な三島食品（広島市）から、「広島菜混ぜご飯の素」というふりかけが販売され、広島県内の学校給食でも「炊き込みご飯」として提供され、子供たちの人気を呼んだ。広島菜のにおいを抑え、味も味噌を加えるなど工夫した。売上げは年々伸び、2000年の売上げは1億4,000万円以上になった。
2000年代に入るとコンビニのおにぎりなど、様々な加工品としても利用され、全国的にも名前が知られるようになっている。近年では新商品の開発や、新たな食べ方の提案も進められている。地元ではスーパーや土産物店、産地直売所などでも販売される。
2007年12月からセガの系列のアミューズメント施設（現在はセガ エンタテインメントがアミューズメント施設を運営）限定で、UFOキャッチャーなどの景品として、戦闘糧食II型を投入、そのラインアップ4種の一つに「広島菜ピラフ」が選ばれ話題を呼んだ。
2010年5月にはファミリーマートの中国・四国地区限定の580店舗にて「広島菜チャーハンおむすび」が発売された。
2021年2月には三島食品から、広島菜を使った混ぜごはんの素「ひろし」が発売され、大ヒットした。まとめ買いする消費者の多発により、店頭や通販で見かける事すらない品薄状態が長期間続き、評判を聞いた他のスーパーから引き合いがあっても、供給が追いつかないほどの人気を博し、発売から2ヶ月で年間販売目標の1万ケースを達成した。SNSでも『初の男兄弟が登場？』『知らん男が増えてる』『君は誰だ』『ゆかりの何なのか、弟？恋人？』等と話題を集めた。三島食品は既に広島菜を使った製品で「菜めし」シリーズを展開しているが、原材料が「ひろし」は広島菜のみを具材に主な味付けも砂糖と食塩のみなのに対して、「菜めし」シリーズは広島菜の他に京菜と大根の葉も併用され、味付けも砂糖や塩の他に複数の旨味成分が調合されている。

## メーカー
- JA広島市 -旧・JA佐東町
- 山豊
- ねこしま
- 楠清